# Contea di Nance
La contea di Nance (in inglese Nance County) è una contea dello Stato del Nebraska, negli Stati Uniti. La popolazione al censimento del 2000 era di 4 038 abitanti. Il capoluogo di contea è Fullerton.